# Portland (Texas)
Portland é uma cidade localizada no estado norte-americano do Texas, no Condado de Nueces e Condado de San Patricio.

## Demografia
Segundo o censo norte-americano de 2000, a sua população era de 14.827 habitantes.
Em 2006, foi estimada uma população de 16.420, um aumento de 1593 (10.7%).

## Geografia
De acordo com o United States Census Bureau tem uma área de
24,9 km², dos quais 18,1 km² cobertos por terra e 6,8 km² cobertos por água.

## Localidades na vizinhança
O diagrama seguinte representa as localidades num raio de 16 km ao redor de Portland.